# Павле Огризовић
Павле Огризовић (20. март 1990. Београд) је бивши српски хокејаш. Леворук је и играо је у нападу.

## Каријера

### Клупска каријера
Каријеру је започео у Партизану 2006. године. У сезони 2006/07. за Партизан је одиграо осам утакмица. Партизан је тријумфовао и дошао до десете титуле, а Павле до своје прве шампионске титуле. По завршетку сезоне одлази у Сједињене Америчке Државе у екипу Rogue Valley Wranglers. За ову америчку екипу је одиграо 42 утакмице, постигао је 18 голова и остварио 16 асистениција за укупно 34 поена.
Године 2008. поново се враћа у Партизан. У сезони 2008/09. у регуларном делу сезоне одиграо је седам утакмица и три у плеј-офу. Постигао је три гола и остваривши четири асистенција и тиме помогао екипи Партизана да дође до 13 титуле.
Наредна сезона била је веома успешна за Павла Огризовића. У регионалној Слохокеј лиги у регуларном делу је одиграо 25 утакмица у којим је постигао три гола и имао четири асистенција. У плеј-офу је одиграо још шест утакмица у којима је постигао један гол и имао две асистенције. Партизан је те сезоне стигао до финала у којем је поражен од Марибора. У лиги Србије Партизан је био успешнији и дошао до четрнаесте титуле, а Павлу је то била трећа титула са Партизаном.
Сезона 2010/11. је била још успешнија како за клуб тако и за Павла Огризовића. У Слохокеј лиги Партизан је постао шампион, а Огризовић је одиграо 31 меч, постигао три гола и имао 4 асистенција. Такође у Хокејашкој лиги Србије је освојена нова титула.
Следеће сезоне поновљен је успех у Слохокеј лиги, а Павле је у освајању друге титуле у Слохокеј лиги учествовао са 35 мечева, у којима је постигао 7 голова и имао 11 асистенција. У српском првенству Партизан је у финалу био бољи од Витеза.
Следеће три године Партизан исто толико пута осваја првенство.

## Успеси

### Клупски
- Партизан:
  -  Првенство Србије (9) : 2006/07, 2008/09, 2009/10, 2010/11, 2011/12, 2012/13, 2013/14, 2014/15, 2015/16.
  -  Слохокеј лига (2) : 2010/11, 2011/12.

### Репрезентативни
- Србија:
  - Светско првенство:  2011. (Дивизија II)
  - Светско првенство:  2014. (Дивизија II, група А)
  - Светско првенство:  2015. (Дивизија II, група А)